# Jaroslav Cejp
Jaroslav Cejp (7 aprile 1924 – 22 marzo 2002) è stato un calciatore cecoslovacco, di ruolo attaccante.

## Carriera

### Club
Gioca per lo Sparta Praga dal 1945 al 1951 vincendo un campionato (1948) e un titolo di miglior marcatore nel 1948, con 21 reti.

### Nazionale
Il 27 ottobre 1946 esordisce contro l'Austria (3-4), siglando una doppietta.

## Palmarès

### Club

#### Competizioni nazionali
- Campionato cecoslovacco: 1

Sparta Praga: 1947-1948

### Individuale
- Capocannoniere della I. liga: 1

1947-1948 (21 gol)